# Армагеддон (фільм, 1962)
«Армагеддон» (рос. «Армагеддон») — молдовський радянський художній фільм 1962 року режисерів Михайла Ізраїлева та Михайла Туманішвілі.

## Сюжет
Юна Наталіца під впливом матері потрапляє в секту єговістів. І тільки відданим друзям вдається звільнити дівчину від впливу секти.

## У ролях
- Ізольда Ізвицька — Наталіца
- Едуард Бредун
- Лаврентій Масоха
- Домніка Дарієнко
- Алла Казанська
- Наташа Рєпіна
- Володимир Піцек
- Володимир Рудін
- Світлана Швайко
- Тріфан Грузин
- Іон Унгуряну

## Творча група
- Сценарій: Лідія Міщенко, Георгій Менюк
- Режисер: Михайло Ізраїлев, Михайло Туманішвілі
- Оператор: Леонід Проскурів
- Композитор: Валер'ян Поляков